# Compton (Berkshire)
Compton – wieś w Anglii, w hrabstwie ceremonialnym Berkshire, w dystrykcie (unitary authority) West Berkshire. Leży w pobliżu źródła rzeki Pang, 21 km na zachód od centrum miasta Reading i 78 km na zachód od centrum Londynu. W 2001 miejscowość liczyła 1521 mieszkańców.